# You've Got a Habit of Leaving
You've Got a Habit of Leaving è un brano musicale scritto dall'artista inglese David Bowie e pubblicato come 45 giri il 20 agosto 1965 insieme ai Lower Third, gruppo in cui militava in quel periodo usando ancora il suo vero nome David Jones.
Il singolo fu l'ultimo prima di adottare definitivamente il nome d'arte e il primo ad essere accreditato al solo David, cosa che non piacque al resto del gruppo.

## Tracce
1. You've Got a Habit of Leaving (Jones) - 2:31
2. Baby Loves That Way (Jones) - 3:03

## Formazione
- Davy Jones - voce, armonica a bocca
- Dennis "T-Cup" Taylor - chitarra
- Graham "Death" Rivens - basso
- Phil Lancaster - batteria
- Nicky Hopkins - pianoforte

## Il brano
Il giorno dell'uscita del 45 giri i Lower Third aprirono il concerto degli Who al Bournemouth Pavilion e l'influenza musicale della band fu così evidente che Pete Townshend li interruppe durante il soundcheck. «Pete venne nella sala», ha raccontato il batterista Phil Lancaster nel 1983, «salì sul palco e disse: "Di chi è la roba che state suonando?" David rispose: "È mia", per cui Pete replicò "È un po' seccante, sembra parecchio la mia roba"». Nel 1993 anche Bowie ha fornito un resoconto di quel giorno: «Fu la prima volta che incontrai Townshend ed ebbi l'occasione di parlare con lui di come si scrivono le canzoni e roba del genere. Ero enormemente influenzato da lui».
Provenienti da Margate e già attivi da due anni, i Lower Third erano alla ricerca di un cantante quando nella primavera del 1965 la loro strada incrociò quella di David, che aveva appena lasciato i Manish Boys. Dopo un'audizione a La Discotheque di Soho, il 17 maggio nacquero ufficialmente Davy Jones and the Lower Third con un concerto al Grand Hotel di Littlestone. Shel Talmy, che aveva prodotto il precedente 45 giri di David, riuscì a convincere la Parlophone per un altro singolo e iniziò a supervisionare le sedute in studio.
Il brano scelto fu You've Got a Habit of Leaving, che il cantante aveva composto qualche anno prima come ha rivelato in seguito al fotografo Mick Rock: «La prima canzone che ho mai messo su demo era You've Got a Habit of Leaving. Avevo risparmiato circa 2 sterline per noleggiare uno studio. Lo pubblicizzai in giro ovunque ma nessuno ne voleva sapere».
Lo stile vocale, così come il riff di chitarra, il testo imperniato sull'angoscia esistenziale dei teenager e l'invettiva che esplode a metà canzone, dimostravano l'influenza esercitata da band come i Kinks e soprattutto gli Who, che a febbraio avevano raggiunto l'8º posto nella Official Singles Chart con I Can't Explain.

### Il lato B
Baby Loves that Way rappresenta musicalmente una specie di omaggio agli Herman's Hermits, band inglese che in questo periodo era arrivata a rivaleggiare con i Beatles. L'accompagnamento vocale, al quale parteciparono anche Shel Talmy, il tecnico del suono Glyn Johns e il manager della band Leslie Conn, intendeva apparentemente suggerire un coro di monaci, mentre il testo anticipava in qualche modo la sessualità "equivoca" di alcuni lavori successivi di Bowie:

## Registrazione
Le registrazioni vennero effettuate a luglio negli studi londinesi IBC, durante una sessione che produsse altri due demo rimasti inediti: I'll Follow You e Glad I've Got Nobody.

## Uscita e accoglienza
Il 45 giri vide la luce il 20 agosto, con un ritardo dovuto a ripetuti disaccordi tra David e il produttore, e non riuscì ad entrare in classifica nonostante alcune recensioni incoraggianti. Record Mirror definì Bowie un cantante di grande talento, mentre il Kent Messenger riportò: «You've Got a Habit of Leaving è un pezzo molto orecchiabile e dovrebbe entrare nella Top 30 senza problemi...»

## Pubblicazioni successive
Entrambi i brani si trovano nell'EP The Manish Boys/Davy Jones and the Lower Third (1979) e nella raccolta Early On (1964-1966) (1991). You've Got a Habit of Leaving compare anche nella raccolta Nothing Has Changed (2014) e nelle compilation di artisti vari The Great British Psychedelic Trip Vol. 3 (1993) e Nuggets, Vol. 2: Original Artyfacts From the British Empire & Beyond (2001).
Una nuova versione dei due brani, più lunga ed elaborata, venne registrata nel 2000 in previsione dell'inserimento nell'album Toy, ad oggi mai pubblicato. Le nuove versioni hanno comunque visto la luce nel 2002 come tracce bonus di alcune edizioni dei singoli Slow Burn e Everyone Says 'Hi'.